# Gavrilo Princip

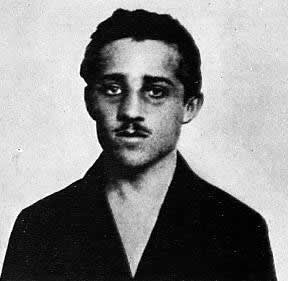
Gavrilo Princip während der Haft in Theresienstadt

Gavrilo Princip (Aussprache [ˈɡǎʋrilo ˈprǐntsip], serbisch-kyrillisch Гаврило Принцип; * 13. Julijul. / 25. Juli 1894greg. in Obljaj, Vilâyet Bosnien; † 28. April 1918 in Theresienstadt, Böhmen, Österreich-Ungarn, heute Tschechien) war ein nationalistischer Attentäter, der am 28. Juni 1914 in Sarajevo den Mordanschlag auf den österreichisch-ungarischen Thronfolger Franz Ferdinand und dessen Ehefrau Sophie verübte. Dadurch wurde die Julikrise ausgelöst, die zum Ersten Weltkrieg führte.
Princip war Mitglied der Mlada Bosna (Junges Bosnien), eines revolutionären, nationalistischen Geheimbunds aus Schülern und Studenten, der im von Österreich-Ungarn 1908 annektierten Bosnien-Herzegowina aktiv war. In Jugoslawien, Serbien und in der Republika Srpska galt und gilt er noch als Volksheld.

## Leben

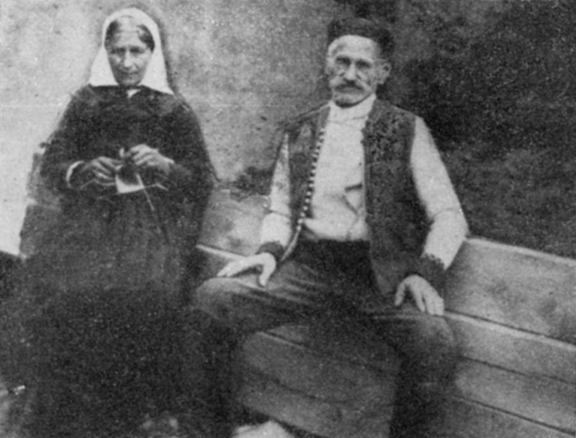
Gavrilo Princips Eltern (1927)

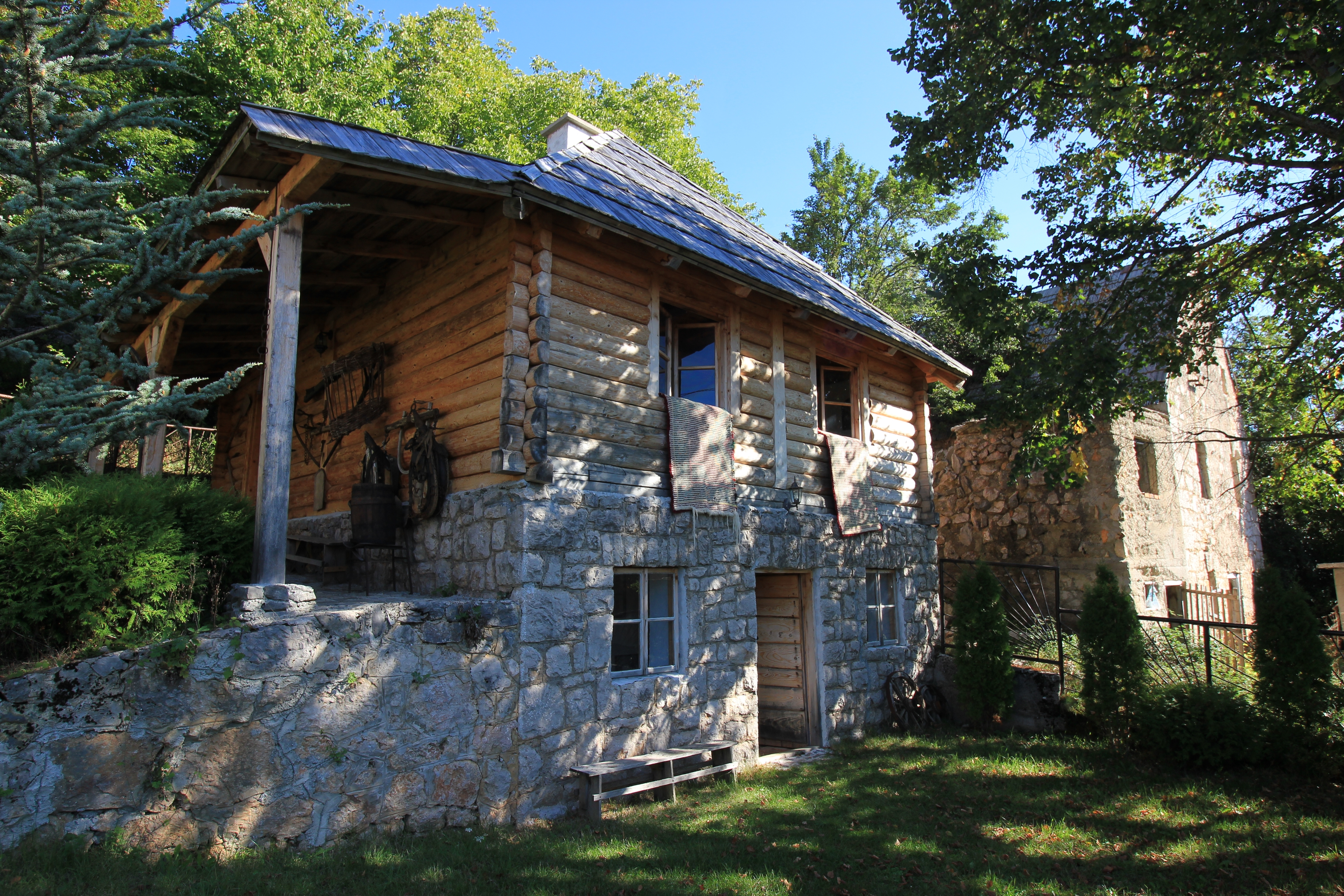
Rekonstruiertes Geburtshaus in Obljaj

Princip stammte aus einer Familie bosnischer Serben, die seit Generationen in der Bosanska Krajina siedelte, dem Grenzland zwischen Bosnien und Kroatien. Daher besaß er die 1910 eingeführte bosnisch-herzegowinische Landesangehörigkeit. Princip wurde in dem Dorf Obljaj geboren, heute ein Ortsteil von Bosansko Grahovo, und verbrachte einen Teil seiner Jugend im zentralbosnischen Hadžići, einem Vorort von Sarajevo, wo sich seine Eltern kennengelernt hatten. Er war eines von neun Kindern eines Postmitarbeiters, von denen sechs bereits im Kindesalter starben. Auch Gavrilo war immer klein und schwächlich gewesen. Seine älteren Brüder waren Jovo, später Sägewerksbesitzer sowie Holzexportunternehmer in Hadžići, und Nikola Princip. Jovo wurde zum Patriarchen der Familie, der für die anderen sorgte, und so kam auch der jüngste Bruder, Gavrilo, zu ihm nach Hadžići. Später benannte Jovo einen seiner Söhne nach seinem verstorbenen Bruder Gavrilo.
Princip galt als intelligent und machte in der Schule durch gute Leistungen auf sich aufmerksam. Obwohl der Vater gegen die Ausbildung seines Sohnes war, besuchte Gavrilo nach der Grundschule eine Handelsschule in Tuzla und anschließend ein Gymnasium in Sarajevo. In Hadžići kam er erstmals mit Mitgliedern der serbisch-irredentistischen Schüler- und Studentenbewegung Mlada Bosna (Junges Bosnien) in Kontakt, zu der bosnische Serben, Kroaten und Muslime gehörten, und wurde deren Mitglied.
Sie hatte das Ziel, Bosnien-Herzegowina von der österreichisch-ungarischen Besatzung zu befreien, den Zusammenschluss der südslawischen Provinzen mit Serbien und Montenegro und die damit verbundene Bildung Jugoslawiens zu ermöglichen sowie Bildungsmöglichkeiten für die Armen und die politische und ökonomische Einbeziehung in der österreichischen Quasi-Kolonie Bosnien-Herzegowina zu erreichen. Im Februar 1912 nahm er an regierungsfeindlichen Demonstrationen in Sarajevo teil und wurde dafür der Schule verwiesen.

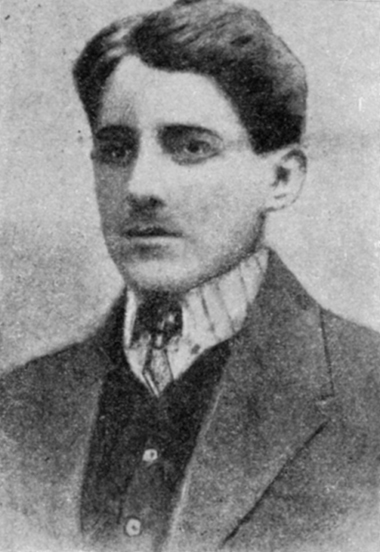
Gavrilo Princip als Jugendlicher (1910er-Jahre)

Im Mai 1912 zog er nach Belgrad, um dort das Gymnasium zu besuchen und anschließend zu studieren. Zunächst schlug er sich als Hilfsarbeiter durch und pflasterte Straßen, weil er die geringe Unterstützung, die er von seinen Eltern erhielt, mit mittellosen Freunden teilte. Hier geriet er in das Umfeld der serbischen nationalistischen Organisation Narodna Odbrana. Angehörige der Organisation griffen ihm und seinen jugendlichen Mitattentätern – Nedeljko Čabrinović, einem 19-jährigen Druckergesellen, und Trifko Grabež, einem 18-jährigen Schulabbrecher – materiell und emotional unter die Arme. Die jungen Leute berauschten sich am Nationalmythos, wonach die Serben seit ihrer heroischen Niederlage auf dem Amselfeld 1389 stets das Opfer ausländischer Machenschaften gewesen seien.
Dies übertrugen sie auf das Österreich der Gegenwart: Danach würden die Wiener Behörden die Serben in ihrem Herrschaftsbereich wirtschaftlich kleinhalten. Princip lernte in dieser Zeit Petrović-Njegoš’ Epos Bergkranz über den heroischen Abwehrkampf gegen die Türken im Spätmittelalter auswendig, in dem der serbische Nationalheld Miloš Obilić den türkischen Sultan Murad I. ersticht. Princip und seine Freunde sahen ihr Vorbild außerdem in Bogdan Žerajić, der am 15. Juni 1910 nach einem gescheiterten Attentat auf den Landeschef Österreich-Ungarns in Bosnien und Herzegowina Marijan Freiherr Varešanin von Vareš Suizid begangen hatte, und hielten sich öfter an dessen Grab auf. Princips Ideal war der Jugoslawismus: die Vereinigung aller Südslawen in einem eigenen Staat. Während seines Prozesses erklärte er: „Ich bin ein jugoslawischer Nationalist mit der Vereinigung aller Jugoslawen als Ziel, mir ist es egal in welcher Staatsform, jedoch muss er von Österreich befreit werden.“ Dabei war es für ihn aber selbstverständlich, dass die Hauptstadt dieses Jugoslawiens Belgrad und die Serben darin das dominierende Element sein würden.
Der serbische Offizier und Führungskader der Geheimorganisation „Schwarze Hand“ (Crna ruka, auch Ujedinjenje ili Smrt!, „Vereinigung oder Tod!“), Vojislav Tankosić, nahm sich seiner an. Zu Beginn des Ersten Balkankriegs reiste Princip im Oktober 1912 in das südserbische Prokuplje, wo er sich als Tschetnik freiwillig melden wollte. Er hatte vor, das Amselfeld, die mythische Wiege Serbiens, von der Herrschaft der Osmanen zu befreien, doch sein Freund Major Vojislav Tankosić, der kommandierende Tschetnik, lehnte ihn wegen seiner schwachen Konstitution als untauglich ab.
Wahrscheinlich litt Princip schon damals an Knochentuberkulose, einer Krankheit, an der er sechs Jahre später sterben sollte. Als Ersatz für die Demütigung seiner militärischen Untauglichkeit begann er, Attentatspläne zu schmieden.

## Attentat von Sarajevo
Als Princip im März 1914 erfuhr, dass Franz Ferdinand im Anschluss an die Sommermanöver, die die k.u.k. Armee in Bosnien durchzuführen plante, Sarajevo besuchen werde, entschloss er sich zu einem Attentat. Terroristische Anschläge auf hochgestellte Persönlichkeiten waren in dieser Epoche nicht selten: So waren der russische Zar Alexander II. (1881), Franz Ferdinands Tante Elisabeth von Österreich-Ungarn (1898) und der amerikanische Präsident William McKinley (1901) Attentaten zum Opfer gefallen (siehe auch Liste bekannter Attentate).
Princip überredete seine Freunde Čabrinović und Grabež mitzutun; bei seinen Vernehmungen und im Prozess beharrte er darauf, dass der Anschlag allein seine Idee gewesen sei.
Warum er den Erzherzog als Opfer auswählte, ist umstritten. Gunnar Hering nimmt an, sie hätten Franz Ferdinand als Verfechter eines harten Kurses angesehen, wohingegen sie nach Christopher Clark befürchteten, er würde als Kaiser Strukturreformen im Sinne des Trialismus durchführen, die ihre Pläne durchkreuzen würden: Ein Zusammenschluss von Kroatien, Bosnien und Dalmatien zu einem eigenständigen, dritten Reichsteil der k.u.k. Monarchie hätte dem Projekt einer Vereinigung aller Serben in einem eigenen Staat das Wasser abgegraben. Es gibt auch die These, Princip habe irrtümlich angenommen, die Manöver dienten einem Überfall Österreich-Ungarns auf Serbien, den er verhindern wollte.

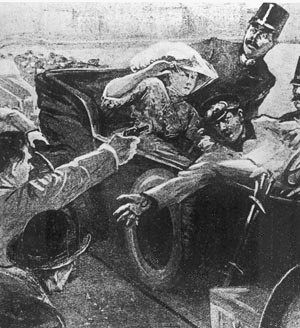
Princip erschießt Erzherzog Franz Ferdinand und dessen Frau. Darstellung eines unbekannten österreichischen Zeitungszeichners aus dem Jahr 1914

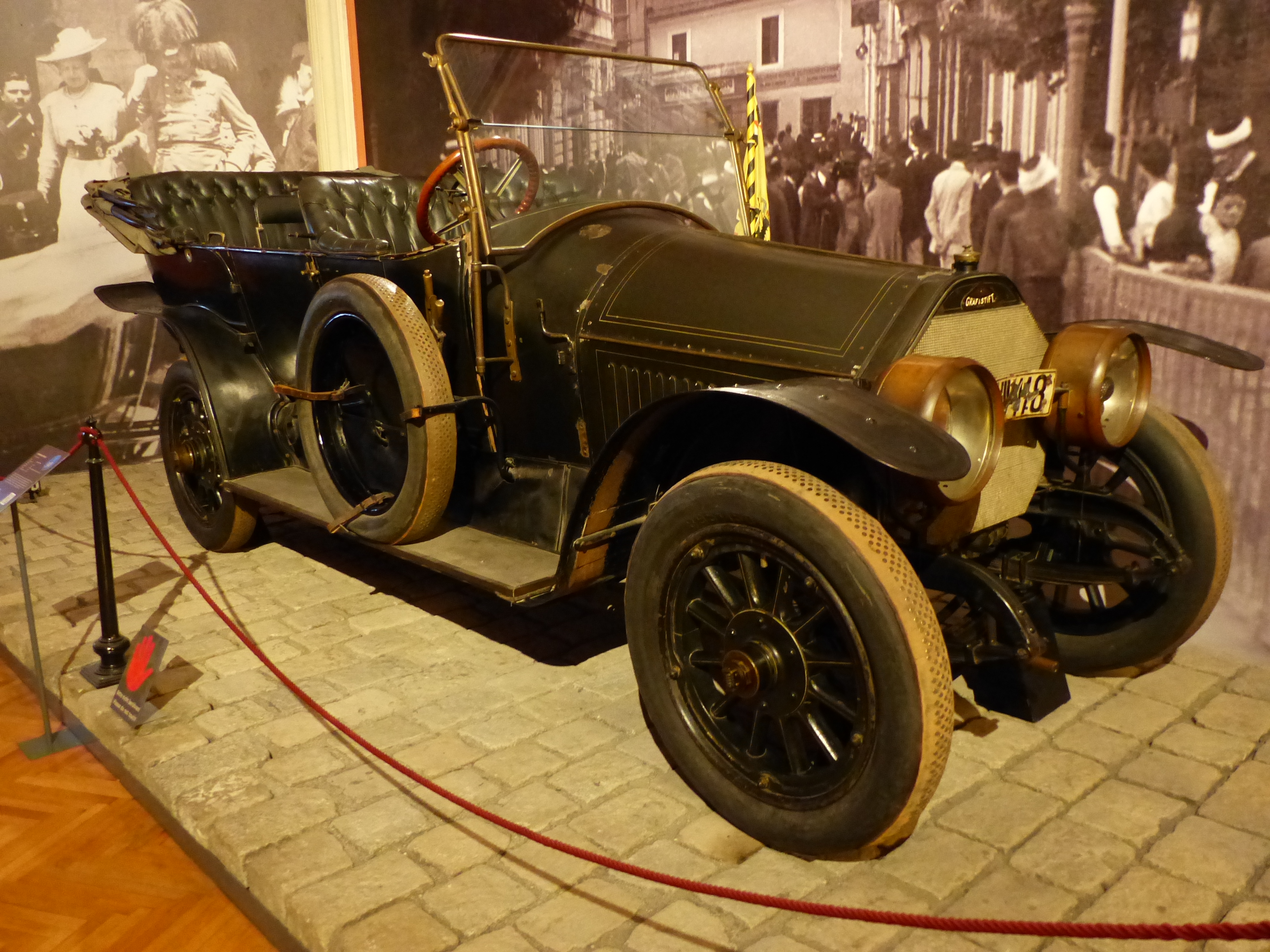
In diesem Auto starben Franz Ferdinand und seine Gattin Sophie (Heeresgeschichtliches Museum Wien)

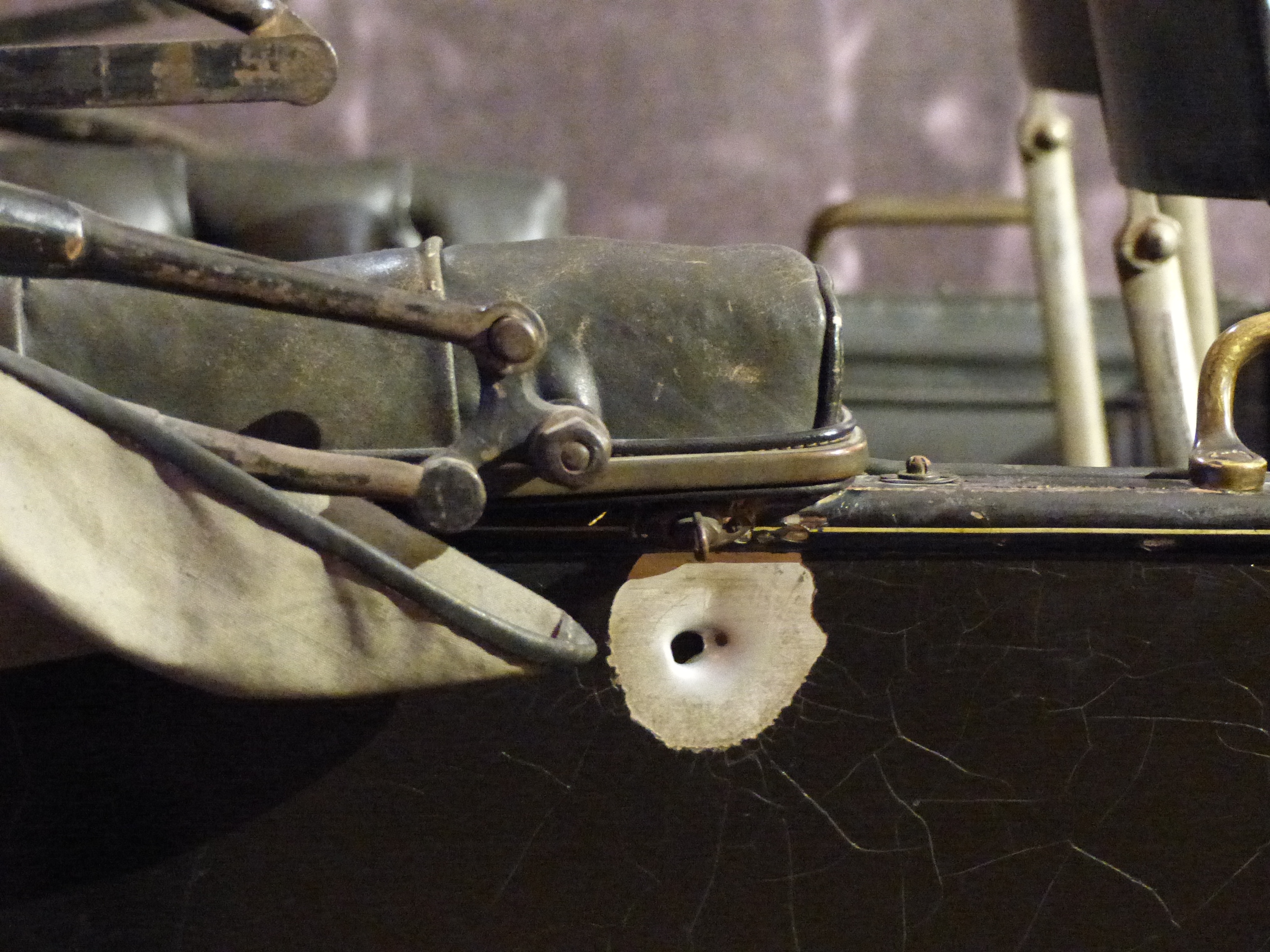
Einschussloch jenes Geschosses, das Sophie Herzogin von Hohenberg traf

Milan Ciganović wurde der Führungsoffizier der jugendlichen Verschwörer. Ciganović unterstand Tankosić; Tankosić unterstützte Princip und seine Freunde (wie er später sagte, um den serbischen Ministerpräsidenten Nikola Pašić in Schwierigkeiten zu bringen). Der Chef des serbischen Militärgeheimdienstes Dragutin Dimitrijević, ein führendes Mitglied der Schwarzen Hand, sagte dagegen 1915, Tankosić habe ihm von Princips Vorhaben berichtet, woraufhin er entschieden habe, ihm „eine Chance zu geben“. Nachher habe er das Attentat doch von professionelleren Männern ausführen lassen wollen, doch Princip habe sich nicht mehr bremsen lassen.
Princip, Čabrinović und Grabež wurden in Belgrad für den Anschlag trainiert. Princip galt als der beste Schütze unter ihnen. In Belgrad erhielten sie vier Pistolen FN Browning Modell 1910, sechs Bomben und Phiolen mit Zyanid. Geheimdienstchef Dimitrijević wies sie an, sich nach dem Anschlag umzubringen, damit sie keine belastenden Informationen über ihre serbischen Hintermänner abgeben könnten. Da alle drei tuberkulosekrank waren und wussten, dass sie nicht mehr allzu lange zu leben hätten, waren sie damit einverstanden.
Vom 26. Mai bis zum 4. Juni reisten die Verschwörer auf zum Teil abenteuerlichen Wegen zurück nach Sarajevo, serbische Zöllner ermöglichten ihnen, die Grenze nach Bosnien unkontrolliert zu überschreiten. Unterwegs wurden sie von serbischen Landsleuten versteckt, denen Princip seine Pistole zeigte und mit seinem Auftrag angab, was den Zuhörern nachher langjährige Haftstrafen einbrachte.
In Sarajevo schloss sich den Verschwörern Danilo Ilić an, ein 23-jähriger Lehrer, der drei weitere Mitglieder anwarb, Vaso Čubrilović und Cvetko Popović, zwei 17-jährige Gymnasiasten, sowie Muhamed Mehmedbašić, einen 27-jährigen muslimischen Serben, der von Beruf Tischler war. Alle vier waren nicht geeignet für gewalttätige Aktionen und wurden beim Attentat nicht aktiv. Ihr Zweck war anscheinend lediglich, eine falsche Fährte zu legen und die Spuren der eigentlichen Attentäter zu verwischen. Ilić versuchte vergeblich, Princip von dem Attentat abzuhalten, das er für unzweckmäßig hielt.
An der Verschwörung waren auch andere Mitglieder von Mlada Bosna beteiligt, die nicht unmittelbar oder bewaffnet in Erscheinung traten: Veljko Čubrilović, Vasos Bruder und Lehrer aus Priboj, Miško Jovanović, Kaufmann und Bankdirektor, Mladen Stojanović, Arzt und später Volksheld im Zweiten Weltkrieg, sein Bruder Sreten, Bildhauer; Jezdimir Dangić, Gendarmerie-Oberstleutnant und später Tschetnik-Wojwode, Mitar Kerović und sein Sohn Neđa sowie Jakov Milović, ein Landwirt aus Ostbosnien. Princip wohnte in Sarajevo im Anwesen Oprkanj 3, wenige hundert Meter vom Ort des Attentats entfernt. Ilić war in dieser Straße geboren und aufgewachsen, weswegen sie nach dem Krieg bis 1993 nach ihm benannt war.
Das Attentat, das die Gruppe absichtlich auf den 28. Juni 1914 gelegt hatte, den Vidovdan, an dem die Serben traditionell der Schlacht auf dem Amselfeld gedenken, verlief chaotisch. Ein erster Bombenwurf durch Čabrinović missglückte ebenso wie dessen Versuch, sich zu vergiften. Princip wurde durch herannahende Autos daran gehindert, seinen Freund zu erschießen.
Kurz vor 11 Uhr vormittags sah Princip zu seiner Überraschung den Wagen mit dem Erzherzog, der von der ursprünglich geplanten Route abgewichen war, in seiner Nähe halten. Er zog seine Pistole und schoss aus anderthalb Metern Entfernung auf Franz Ferdinand und seine Frau. Die Herzogin erlitt einen Bauchschuss, der zu einer Ruptur der Bauchaorta führte, die andere Kugel zerfetzte die Halsvene ihres Mannes. Beide verbluteten noch im Wagen, der mit großer Geschwindigkeit davonraste. Princips Versuch, sich verabredungsgemäß umzubringen, scheiterte: Er erbrach das Gift, das er geschluckt hatte; Passanten hielten ihn fest und verprügelten ihn mit ihren Spazierstöcken. Die herbeigerufene Polizei verhinderte einen möglichen Lynchmord und nahm Princip in Gewahrsam.

## Prozess, Haft und Tod
In der Untersuchungshaft stellte sich Princip zunächst als Einzeltäter dar, musste aber nach Čabrinovićs Teilgeständnis einräumen, mit diesem gemeinsam das Attentat geplant zu haben. Über ihre Mitverschwörer und Hintermänner konnten sie den Ermittlungsrichter im Dunkeln lassen, da beide über geheime Klopfzeichen ihre Aussagen miteinander absprachen. Bei den Verhören wurde Princip nicht misshandelt oder mit Folter bedroht.
Erst die Festnahme Ilićs führte zur Aufdeckung der Verschwörung bis hin zur Verstrickung Tankosićs; die noch weitergehende Mitverantwortung serbischer Behörden an dem Attentat blieb aber wegen Princips und Čabrinovićs raffinierter Strategie der bewussten Verschleierung unbekannt.
Im Prozess, der vom 12. bis zum 23. Oktober 1914 dauerte, bekannte sich Princip zu seinen Idealen und zum Gedanken des Tyrannenmords; er bedauerte lediglich, die Herzogin erschossen zu haben. Als sein Ziel gab er die Zerstörung der Habsburgermonarchie an, die einem Zusammenschluss aller südslawischen Völker im Wege stünde. Da Princip zum Zeitpunkt der Tat noch nicht 20 Jahre alt war, konnte er nach österreichischem Recht nicht zum Tode verurteilt werden. Dem vorausgegangen war ein Missverständnis, das auf einem Schreibfehler beruhte.
Bei der Geburt trug der Pfarrbeamte in Princips Geburtsurkunde irrtümlich „Juni“ ein, in den kirchlichen Büchern trug er jedoch das richtige Datum (Juli) ein. Der Staatsanwalt hatte die Todesstrafe für Princip gefordert, weil er nach der amtlichen Geburtsurkunde zum Tatzeitpunkt genau 20 Jahre und 15 Tage alt gewesen wäre. Das Gericht folgte jedoch den Angaben in den kirchlichen Unterlagen und wies den Antrag des Staatsanwalts ab. Princip wurde zu zwanzig Jahren schwerer Zwangsarbeit in der Kleinen Festung Theresienstadt verurteilt.
Zahlreiche Familienmitglieder Princips, darunter seine Brüder Jovo und Nikola, wurden nach dem Attentat unter dem Verdacht der Mitwisserschaft verhaftet. Die Familie ist aber heute der Ansicht, dass keiner der damaligen Verwandten in Gavrilo Princips Plan eingeweiht war. Die Brüder seien einige Zeit in einem Lager in Arad im heutigen Rumänien gewesen.

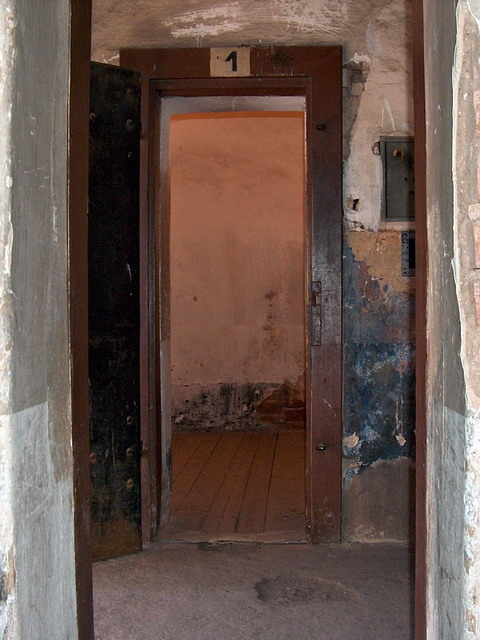
Princips Zelle in Theresienstadt

In Theresienstadt wurde Princip in Isolationshaft in einer sehr engen, feuchten, dunklen Zelle gehalten, war bis 1916 ständig angekettet und durfte keine Besucher empfangen.
Infolge der Haftbedingungen verfiel Princip gesundheitlich. Mehrfach versuchte er, sich umzubringen. Ein Arm musste ihm amputiert werden. Schließlich starb er am 28. April 1918 im Gefängnislazarett an Tuberkulose. In seiner Zelle fand man nach seinem Tod folgende Zeilen, die er mit dem Stiel eines Löffels in die Wand geritzt hatte: „Unsere Geister schleichen durch Wien und raunen durch die Paläste und lassen die Herren erzittern“.
Princips Leichnam wurde in Theresienstadt anonym bestattet. František Löbl, österreichischer Soldat tschechischer Nationalität, fand Vladimir Dedijer zufolge das Grab und erhielt mit vier Kameraden den Befehl, Princip im katholischen Ortsfriedhof zu begraben und die Grabstelle geheim zu halten.
Löbl machte aber eine Skizze von der Lage des Grabes und schickte sie sicherheitshalber seinem Vater. Nach dem Krieg identifizierte Löbl die Grabstelle. Am 9. Juni 1920 wurden die Gebeine exhumiert und mit denen anderer toter Verschwörer auf dem Friedhof Koševo in Sarajevo neu beigesetzt. Heute befindet sich dort an einer Kapelle eine Gedenkinschrift für Princip und andere Mlada-Bosna-Mitglieder.

## Nachwirkung

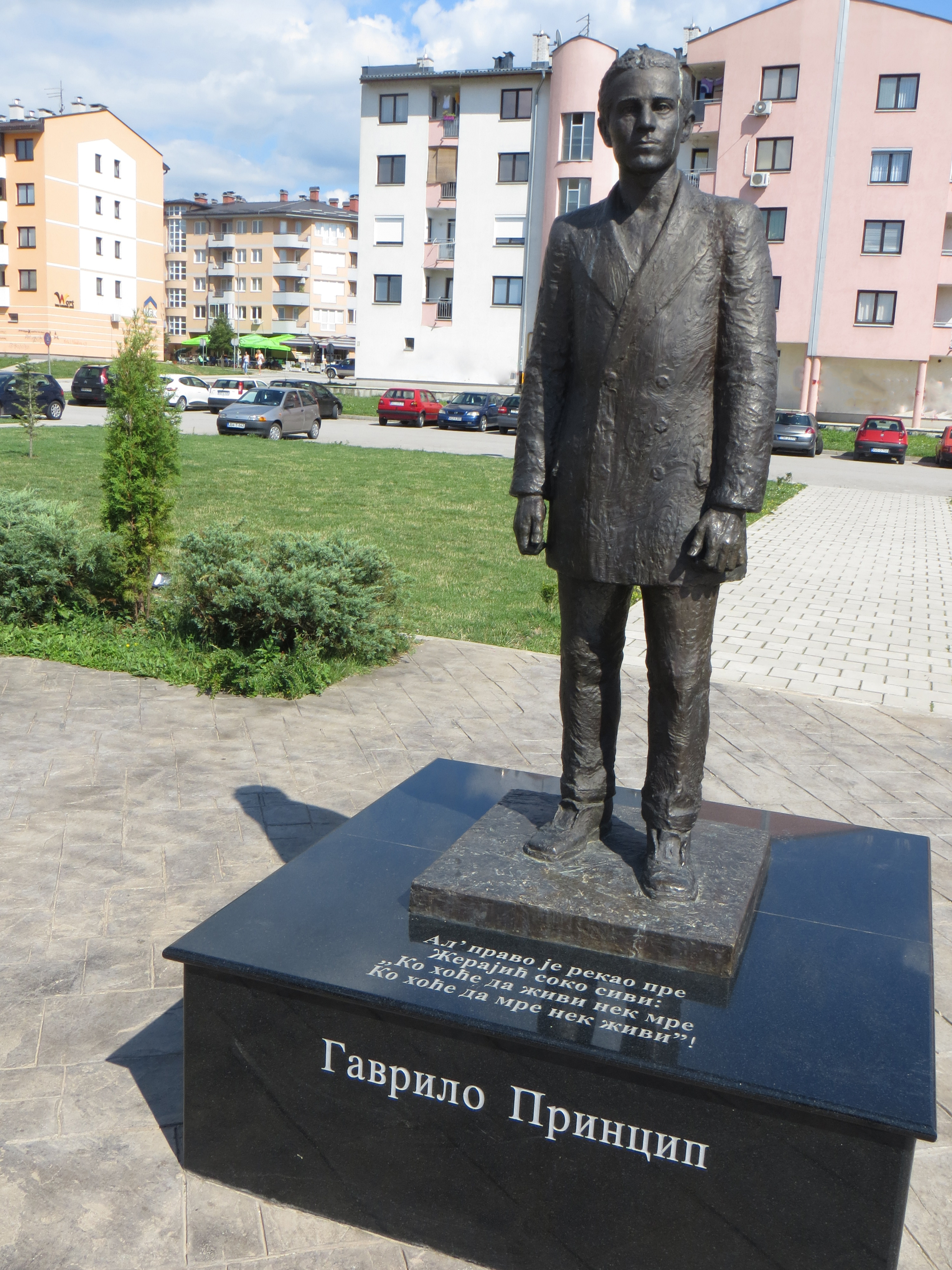
Denkmal für Princip in Istočno Sarajevo (2016)

Nach dem Ersten Weltkrieg galten die Attentäter von Sarajevo im Königreich Jugoslawien, das vier Jahre nach dem Mordanschlag gegründet wurde, bereits als Helden. Während des Zweiten Weltkriegs wurde Princips Bruder Nikola, zu dem Zeitpunkt ein Arzt, von den kroatisch-faschistischen Ustascha erschossen, dies angeblich nur, weil er den Namen Princip trug.
In der SFRJ entstand ein Princip-Kult, wenn auch der Staat sozialistische Helden bevorzugte. Princips Deutung als jugoslawischer Volksheld lässt sich einer Rede Borko Vukobrats, eines bosnischen Kommunisten, anlässlich der Enthüllung einer Gedenktafel zu Ehren Princips in Sarajevo am 7. Mai 1945 entnehmen, in der er ihn als „die Saat, der viele Volkshelden entsprossen“ rühmte: Die Partisanen von Titos Volksbefreiungsarmee, „von der Idee Gavrilo Princips und seiner Kameraden von ‚Mlada Bosna‘ beseelt“, hätten „unsere liebe Stadt wieder befreit, ja unsere ganze Heimat. Die Ideen, für die Princip kämpfte, wurden verwirklicht“.
Im heutigen Bosnien und Herzegowina sind in der Republika Srpska in den Städten Banja Luka, Bijeljina, Modriča, Pale, Gradiška, Teslić, Višegrad und Derventa Straßen nach Princip benannt. Einen Tag vor dem 100. Jahrestag des Attentats enthüllten bosnisch-serbische Spitzenpolitiker am 27. Juni 2014 ein Denkmal für Princip in Ost-Sarajevo.
Es war von der bosnischen Republika Srpska, der Republik Serbien und dem Filmemacher Emir Kusturica finanziert worden, der ein weiteres Princip-Denkmal in dem von ihm geplanten Küstendorf aufstellen will. Am 28. Juni 2015, dem 101. Jahrestag des Attentats, wurde in der Innenstadt von Belgrad im Finanzpark in der Nähe des Regierungsviertels ein Denkmal für Princip enthüllt.
Princip gilt unter den Serben als unabhängig handelnder bosnischer Revolutionär, seine Verbindungen zum Belgrader Geheimdienst und zur Schwarzen Hand werden geleugnet: „Sonst hätte Serbien ja eine Mitschuld am Ausbruch des Ersten Weltkriegs“, wie der deutsche Journalist Michael Thumann bemerkt. Im bosniakisch-kroatischen Landesteil und in Kroatien dagegen distanziert man sich überwiegend von dieser Verklärung. Hier sieht man Princip eher als Terroristen, als Werkzeug Serbiens, das eigene Territorium auszuweiten.
1990 wurde Princips Leben unter dem Titel „Gavre Princip – Himmel unter Steinen“ von dem österreichischen Regisseur Peter Patzak verfilmt.
Welche historische Bedeutung Princip zukommt, hängt von der jeweiligen Beantwortung der Kriegsschuldfrage ab. Nimmt man an, dass das Deutsche Reich den Krieg anstrebte, um sich aus seiner angenommenen Umklammerung durch die Triple Entente zu befreien oder den „Griff nach der Weltmacht“ (Fritz Fischer) zu wagen, kommt Princip nur die unbedeutende Rolle zu, einen Anlass geliefert zu haben, der bei gleichem Ergebnis auch ein anderer hätte sein können. Glaubt man dagegen, dass der Weltkrieg nicht auf Absichten, sondern auf eine Verkettung unglücklicher Umstände zurückzuführen ist, wird seine Bedeutung ungleich größer. In diesem Sinne bezeichnet der amerikanische Psychologe Steven Pinker Princip als „wichtigste Person des 20. Jahrhunderts“.
Am 11. November 2018 trafen sich anlässlich der hundertsten Wiederkehr des Kriegsendes Anita Hohenberg, eine Urenkelin von Franz Ferdinand von Österreich, und Branislav Princip, ein Großneffe Gavrilo Princips, in Graz zu einer „Friedensgeste“.

## Belletristik
- Janko Ferk: Der Kaiser schickt Soldaten aus. Ein Sarajevo-Roman. Wien/Graz 2014, ISBN 978-3-222-13408-1.
- Ulf Schiewe: Der Attentäter. Wien/Graz 2019, ISBN 978-3-7325-7796-5.